# Биллен, Валере
Валере Биллен (фр. Valère Billen; 23 ноября 1952, Тинен) — бельгийский футболист и тренер.

## Биография
Всю свою игровую карьеру провел в родном клубе «Тинен», который он и тренировал. В основном, Биллен работал с бельгийскими коллективами из низших лиг. Его самыми известными командами были «Мехелен», «Локерен», «Сент-Трюйден», а также венгерский «Уйпешт».
В 2013 году бельгиец заключил однолетний контракт со сборной Свазиленда. Местная федерация футбола выделила Биллену собственный автомобиль и ежемесячную зарплату в 100000 свазилендских лилангени. После нескольких успешных матчей результаты сборной постепенно стали ухудшаться. В 2014 году в товарищеском матче она уступила Египту с двухзначным счетом (0:10). Общественность потребовала отставки Биллена, которая вскоре состоялась. В федерации объяснили ее тем, что бельгиец проводит больше времени дома, а не в Свазиленде. Еще одной причиной, послужившей возвращению на родину, стала тяжелая болезнь матери Биллена, которой требовался постоянный уход. Через год после отставки тренер раскритиковал своих свазилендских коллег за то, что они отказывались делиться с ним информацией и не помогали ему в работе.
В 2016 году последней тренерской командой Биллена стал родной «Тинен».